# Amígdala palatina
Les amígdales palatines, comunament anomenades amígdales, són les amígdales situades als costats esquerre i dret a la part posterior de la gola, que sovint es veuen com uns bonys rosats i de color carn.
Deriven embriològicament de la segona bossa faríngia. És l'amígdala més gran en els nens menors de 10 anys, produeix tots els isotips d'immunoglobulina i se situa a l'istme de l'orofaringe, entre els músculs palatoglós i palatofaringi.
Està innervada per les branques tonsil·lars del nervi glossofaringi i pel nervi palatí menor, provinent del gangli esfenopalatí.
En l'ecografia per via transcutània es veu com una estructura ovoide ben definida de teixit tou. Té un marge lobulat molt subtil i és hipoecoica si es compara amb la glàndula salival submandibular subjacent.

## Patologia
Les amígdales només es presenten amb "grumolls blancs" si estan inflamades o infectades amb símptomes d'exsudats (drenatge de pus) i una inflor severa.
L'amigdalitis és una inflamació de les amígdales i sovint, però no necessàriament, provocarà mal de coll i febre. L'amigdalectomia pot estar indicada En els casos crònics.

### Tumors benignes
Ha estat descrita alguna vegada l'aparició en ella d'un lipoma clàssic, que amb freqüència té forma d'apèndix penjant, així com de quists limfoepitelials (petits nòduls submucosos d'histogènesi controvertida que tenen el seu epiteli de revestiment envoltat de teixit limfoide ben circumscrit). El pòlip limfangiomatós de la amígdala palatina és un tumor benigne singular que generalment forma un pedicle protuberant unit a la seva superfície. Els quists epidermoides tonsil·lars, siguin de naturalesa congènita o adquirida, són lesions extremadament inhabituals que requereixen una extirpació quirúrgica acurada. Ha estat descrit algun particular cas d'actinomicosi amigdalina amb presència de múltiples quists epidermoides.

### Càncers
El carcinoma de l'amígdala palatina és la neoplàsia maligna més comuna de l'orofaringe i molts casos estan relacionats amb la infecció pel virus del papil·loma humà VPH 16. L'existència d'un schwannoma maligne amigdalí és un fet quasi excepcional; com també ho és la d'un sarcoma de cèl·lules dendrítiques fol·liculars, d'un teratoma orofaríngic (epignatus), d'un melanoma maligne mucós primari, d'un hamartoma, d'un carcinoma VPH positiu sincrònic bilateral, d'un carcinoma schneiderià desenvolupat en un papil·loma invertit, d'un carcinoma escatós amb múltiples metàstasis a distància d'un adenomioepitelioma primari (un tumor maligne que sorgeix principalment a la mama i que a penes es troba en altres localitzacions) o d'un plasmocitoma extramedul·lar. El sarcoma d'Ewing de teixits tous és un càncer que rares vegades sorgeix a les amígdales. Els limfomes primaris amb major prevalença que es desenvolupen en aquestes estructures anatòmiques són els de tipus no hodgkinià, incloent el limfoma difús de cèl·lules B grans i la poc habitual variant blastoide del de cèl·lules del mantell. Un càncer de pulmó, en especial el de cèl·lules petites, pot metastatitzar eventualment l'amígdala palatina i causar serioses ulceracions refractàries als fàrmacs d'ús comú.